# رمسيس الخامس
رمسيس الخامس رابع فراعنة مصر من الأسرة العشرين وابن الملك رمسيس الرابع والملكة دويتينتوبت. حكم رمسيس الخامس مصر بين عامي 1149 ق.م-1145 ق.م. وقد صورت اثنين من البرديات في عصره، هما بردية تورين وبردية ويلبور، الإدارة والفساد في عصر الرعامسة. كما مدحت الملك وأعطت أمثلة للمعاملات القانونية. وقد دفن رمسيس الخامس في مقبرة 9 في وادي الملوك، والتي جهزها رمسيس الرابع ومات قبل أن يكملها، كما استخدمها أيضًا خليفته الملك رمسيس السادس.
كما قام رمسيس الخامس بتكملة العمل في أحد المعابد الجنائزية الهائلة، والذي بدأه أبوه. وأغلب الظن أن الملك رمسيس الخامس قد توفى وهو شاباً بسبب مرض الجدري.